# Пульккис, Ульяс Войтто
Ульяс Войтто Пульккис (фин. Uljas Voitto Pulkkis; род. 22 июля 1975, Хельсинки) — финский композитор.
Учился на математическом факультете Хельсинкского университета, одновременно частным образом занимаясь музыкальной композицией. В 1997 г. поступил на композиторский факультет Академии Сибелиуса (класс Тапани Лянсиё) и дебютировал со своим Октетом в финале национального конкурса композиторов.
В 1999 г. концерт Пульккиса для фортепиано и камерного оркестра «Слёзы Людовико» получил первую премию Конкурса имени королевы Елизаветы. Другие произведения Пульккиса, особенно скрипичный концерт «Очарованный сад» (2000), также получили общеевропейское признание.
В музыке Пульккиса сочетается интерес к барочным корням и к серийной технике.